# Hippocampus borboniensis
Реунионски морски коњић (Hippocampus borboniensis) је зракоперка из реда Syngnathiformes и породице морских коњића и морских шила (Syngnathidae). 

## Распрострањење
Ареал врсте је ограничен на мањи број држава. Врста је присутна на подручју западног Индијског океана. Врста има станиште у Мадагаскару, Јужноафричкој Републици, Танзанији, Мозамбику и Маурицијусу.

## Станиште
Врста живи у мору.

## Угроженост
Подаци о распрострањености ове врсте су недовољни.